# 귀머거리풀밭쥐
귀머거리풀밭쥐(Akodon surdus)는 비단털쥐과에 속하는 남아메리카 설치류이다. 페루의 토착종이다.

## 분포 및 서식지
귀머거리풀밭쥐는 페루 남동부 쿠스코 주의 해발 1500~3000m 높이에서 주로 서식한다. 서식지는 일반적으로 습윤 저산대 숲에 국한되며, 선별적으로 벌목된 지역에서 서식할 수도 있다

## 보전 상태
IUCN 적색 목록에서 "취약종"으로 분류하며 개체수가 감소 추세를 보이는 것으로 추정하고 있다. 사람 거주와 상업 개벌, 농장 개발 때문에 주로 위협을 받고 있으며, 풀밭쥐가 사는 안데스 숲이 악화되고 쇠퇴하고 있다.